# آلیس گری
آلیس ای. گری (۷ ژوئن 1914 – ۲۷ آوریل ۱۹۹۴) حشره‌شناس و اوریگامیست آمریکایی بود. او ۴۳ سال به عنوان حشره‌شناس در موزه تاریخ طبیعی آمریکا در نیویورک کار کرد و به نوشتن، تصویرسازی و ساخت مدل‌های بزرگ از حشرات پرداخت. او که به عنوان  «بانوی حشره» شناخته می‌شود، در موزه و در مدارس فعالیت می‌کرد. او ابتدا شروع به تمرین اوریگامی به عنوان گسترش علاقه خود به حشرات کرد و سنت استفاده از موجودات اوریگامی برای تزئین درخت کریسمس موزه را آغاز کرد. در دهه ۱۹۶۰، او بیشتر با جامعه اوریگامی درگیر شد و در سال ۱۹۷۸، به همراه لیلیان اوپنهایمر و مایکل شال، که اکنون با نام انجمن اوریگامی آمریکا شناخته می‌شود، مرکز دوستان اوریگامی آمریکا را در نیویورک تأسیس کرد.

## دوران اولیه زندگی و تحصیل

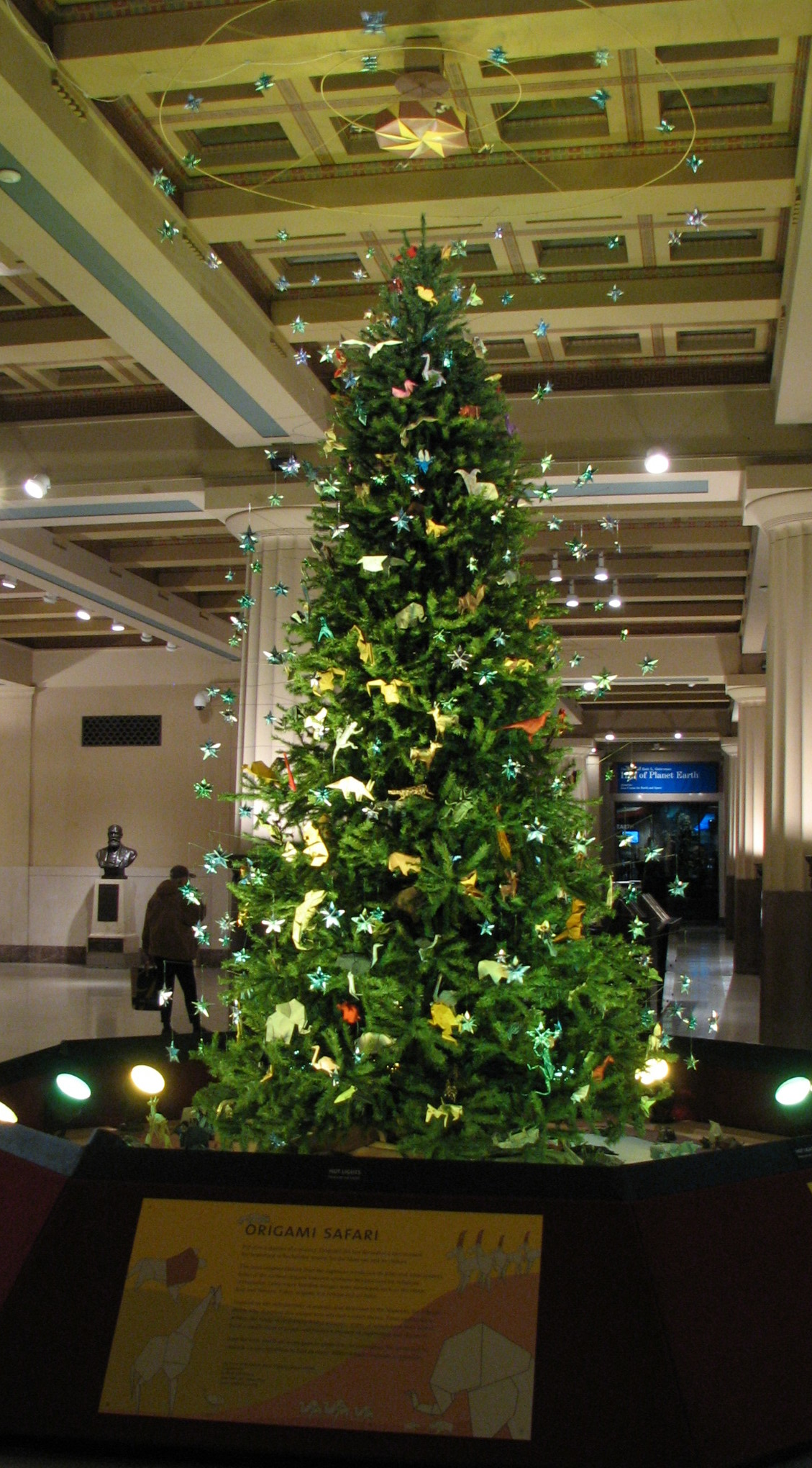
درخت کریسمس اوریگامی در موزه تاریخ طبیعی

آلیس ای گری در ۷ ژوئن ۱۹۱۴ به دنیا آمد. مادرش از خانواده ای کشاورز و پدرش مهندس بود. او از کودکی به حشرات علاقه زیادی داشت. هنگامی که آلیس از مادرش خواست حشراتی را که صید کرده بود نگه دارد، با این شرط موافقت کرد که آلیس تا وقت شام آنچه را که حشره‌ها می‌خوردند، شناسایی کند و بفهمد زندگی حشرات چگونه است، همین کار باعث شد آلیس در سنین جوانی به یک حشره‌شناس آماتور تبدیل شود. زمانی که هنوز در دبیرستان بود می‌دانست که می‌خواهد در موزه تاریخ طبیعی آمریکا کار کند و با بخش حشرات و عنکبوت‌ها تماس گرفت تا در مورد این شغل تحقیق کند. بر اساس توصیه‌ای که از رئیس وقت، فرانک ای. لوتز دریافت کرد، برای تحصیل در رشته زیست‌شناسی و حشره‌شناسی و آموزش تصویرسازی علمی به دانشگاه کرنل مراجعه کرد.

## موزه تاریخ طبیعی آمریکا
آلیس در سال ۱۹۳۷ پس از فارغ‌التحصیلی از کرنل، کار با موزه را آغاز کرد و تا زمان بازنشستگی در آنجا ماند. او ثابت کرد که تصویرگر، مدل‌ساز و نویسنده ماهری است و در طیف وسیعی از روابط عمومی و فعالیت‌های ارتباطی می‌تواند فعالیت کند. او برای انتشارات موزه مطلب نوشت، بسیاری از نمایشگرهای بخش، مدل‌های بزرگ را ساخت و جزوه‌های حشره‌شناسی مصور را تهیه کرد که هنوز تا تاریخ ۲۰۱۶ مورد استفاده قرار می‌گرفت.
او تحصیلات خود را در حین کار در موزه ادامه داد و در سال ۱۹۴۹ مدرک کارشناسی ارشد علوم تربیتی را از کالج معلمان دریافت کرد. گری به عنوان دستیار علمی در گروه حشره‌شناسی، آموزش دهنده و ارتباط دهنده اولیه در مورد حشرات بود. او علاوه بر کار در داخل موزه، حشرات و عنکبوت‌ها را به مدارس دولتی نیویورک آورد، در کلاس‌های درس حاضر شد و در نهایت با تلاش‌های خود لقب «بانوی حشره‌ها» را به خود اختصاص داد. او در دهه‌های ۱۹۶۰ و ۱۹۷۰ با حشراتش در تلویزیون برنامه اجرا کرد.

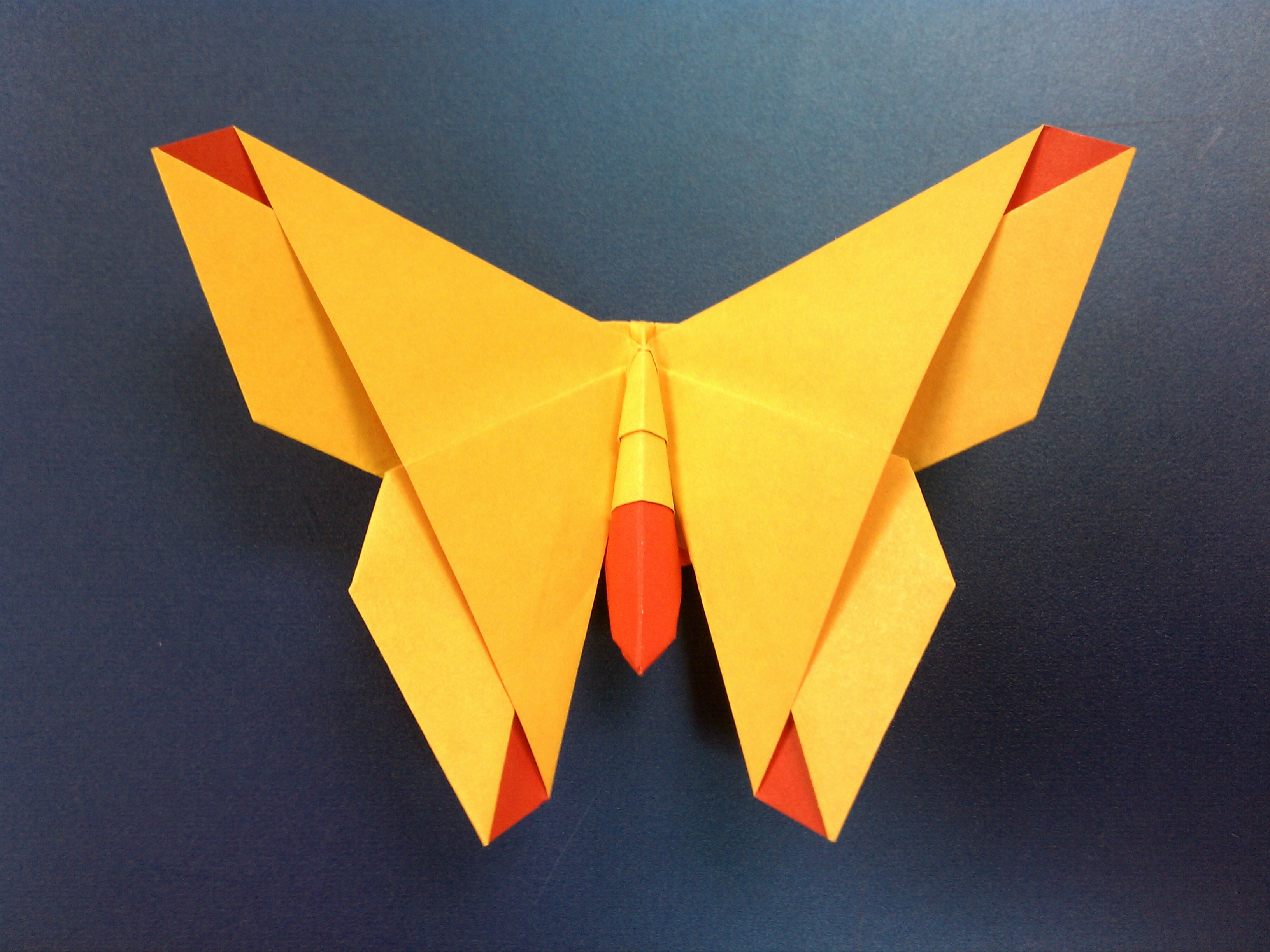
آلیس، طرح پروانه اریگامی ثبت گری

## اوریگامی
اولین برخورد گری با اوریگامی زمانی بود که او کتابی در این زمینه بر اساس تصویری از سیکادا روی جلد آن خرید. او به عنوان یک سرگرمی به آن پرداخت، اما علاقه او پس از ملاقات با لیلیان اوپنهایمر در دهه ۱۹۶۰ عمیق‌تر شد. اوپنهایمر با محبوبیت اوریگامی در ایالات متحده شناخته می‌شود و گری در مجموعه خود هنری و صنایع دستی را دید که می‌توان آن را جدی گرفت. گری پیشنهاد داد تا مجموعه را طبقه‌بندی و سازماندهی کند. در سال ۱۹۶۴، زمانی که سردبیر و مدیر هنری آن مجله سمت‌های خود را ترک کردند، گری هر دو را ابتدا به‌عنوان یک اقدام موقت و سپس به‌طور دائمی پر کرد.